# Mount Maw
Mount Maw är en kulle i Storbritannien.   Den ligger i kommunen Scottish Borders och riksdelen Skottland, i den centrala delen av landet, 500 km norr om huvudstaden London. Toppen på Mount Maw är 535 meter över havet, eller 86 meter över den omgivande terrängen. Bredden vid basen är 2,9 km.
Terrängen runt Mount Maw är kuperad åt nordväst, men åt sydost är den platt.Runt Mount Maw är det glesbefolkat, med 16 invånare per kvadratkilometer. Närmaste större samhälle är Livingston, 16,1 km nordväst om Mount Maw. Trakten runt Mount Maw består i huvudsak av gräsmarker.